# Labour (lied)
Labour is een nummer gezongen door de Britse zangeres Paris Paloma. Ze gaf het nummer in 2023 uit. Het nummer werd populair op TikTok en kreeg al snel de status van een feministisch lijflied.

## Achtergrond
Paloma werkte aan twee afzonderlijke liedjes die ze samenvoegde in Labour nadat ze zich realiseerde dat het thema - problematische liefdesrelaties - in beide hetzelfde was. In augustus 2022 publiceerde ze de brug van het lied al op TikTok. Dit was ook het deel dat later viraal zou gaan. Het gehele lied werd pas in september van datzelfde jaar opgenomen, met als producent Justin Glasco. Voor Paloma, die hiervoor samen met haar manager zelf opnames verzorgde, was dit de eerste opnamesessie die ze ooit meemaakte in een studio. De zangeressen Natalie Duque, Nolyn Ducich en Annabel Lee traden op als achtergrondzangeressen in het nummer.

## Muziekvideo
De muziekvideo bij Labour toont een man zittend aan een tafel. Paloma brengt schalen met eten naar de tafel en dekt deze zo verder. Zodra ze zelf aan de andere kant van de tafel gaat zitten, begint de bridge, die ze ook meezingt, zoals ze telkens doet wanneer de bridge terugkeert. De rest van de video doet ze er echter het zwijgen toe. De man begint te schranzen terwijl Paloma duidelijk ongelukkig toekijkt. Ze draait uiteindelijk de rollen om en begint zelf met een gebrek aan etiquette te eten, waarna ze plotseling verdwijnt.

## Muziek en tekst
De muziek van Labour wordt wel getypeerd als folk en duistere pop. Paloma's teksten worden wel vergeleken met die van Hozier en Florence and the Machine. De tekst van het lied gaat over een ongezonde relatie, waarbij één partij veel geeft en niets hiervoor terug krijgt. Hierbij refereert het lied aan emotionele arbeid en strategische incompetentie. Door gebruik van dergelijke feministische beelden en de vrouwelijke woede die in het lied naar voren komt, wordt het wel als een feministisch lijflied getypeerd.
Paloma heeft aanvullende informatie gedeeld over de tekst en muziek. Zo vertelde ze dat het eiland waarvan de hoofdpersoon van Labour ontsnapt, symbool staat voor het paradijs dat vrouwen altijd bouwen, of dat nu voor zichzelf is of voor hun partner. Het beeld van het eiland is sterk geïnspireerd door het boek Circe geschreven door Madeline Miller. Paloma deelde tevens de noten voor het refrein en de brug van Labour. Ze zet haar capodastro op twee en speelt de noten Am, C, F en G.

## Ontvangst
Labour werd goed ontvangen; binnen 24 uur was het lied al meer dan 1 miljoen keer gestreamd en bijna 1 miljoen keer bekeken op YouTube. Dit werd nog eens versterkt door een trend die ontstond op TikTok; de bridge werd hier gebruikt in filmpjes met feministische teksten. Er zijn meer dan 40.000 voorbeelden van dergelijke TikToks. Dit leidde er toe dat eind mei Labour al 35 miljoen keer op Spotify gestreamd was. Eind 2023 stond de teller op ruim 86 miljoen keer.